# 1989年度叱咤樂壇流行榜頒獎典禮得獎名單
1989年度叱咤樂壇流行榜頒獎禮音樂會於1990年1月24日假香港體育館舉行。頒獎禮由仁濟醫院贊助。大會司儀由鄭丹瑞擔任，頒獎嘉賓為商業電台舉辦的「常在我心間1989」選舉的好人好事主人翁。商業一台、二台現場直播頒獎禮實況，當晚《歡樂今宵》播映精華片段，并於1月28日晚20:30在無線電視翡翠台足本播映。

## 得獎名單

### 叱咤樂壇全港電台播放率最高男歌手
- 金獎：張國榮
  - 上榜歌曲：別話、我未驚過、由零開始、暴風一族、偏心、從不知、童年時、Miss You Much、風再起時、側面
- 銀獎：譚詠麟
  - 上榜歌曲：魔鬼之女、獨醉街頭、我心如雷、愛念、情義倆心知、你知我知
- 銅獎：陳百強
  - 上榜歌曲：長伴千世紀、Hot Night、對不對、感情到老、一生何求
    - 演繹歌曲：一生何求

### 叱咤樂壇全港電台播放率最高女歌手
- 金獎：梅艷芳
  - 上榜歌曲：黑夜的豹、一舞傾情、小天使、四海一心、夕陽之歌、愛我便說愛我吧、火紅色人生、淑女、夏日戀人
- 銀獎：林憶蓮
  - 上榜歌曲：講多錯多、還有、你是我的男人、三更夜半、此情只待成追憶、一分鐘都市一分鐘戀愛、依然、燒
    - 演繹歌曲：燒
- 銅獎：陳慧嫻
  - 上榜歌曲：人生何處不相逢、凌晨舊戲、給我親愛的、Dancing Boy、夜機、千千闋歌
    - 演繹歌曲：千千闋歌

### 叱咤樂壇全港電台播放率最高組合
- 金獎：達明一派
  - 上榜歌曲：四季交易會、Viva La Diva、忘記他是她、今天應該很高興、天花亂墜、天問
- 銀獎：Beyond
  - 上榜歌曲：午夜迷牆、逝去日子、爆裂都市、原諒我今天、歲月無聲、無悔這一生、真的愛你
    - 演繹歌曲：真的愛你
- 銅獎：太　極
  - 上榜歌曲：沉默風暴、通緝者、留住我吧

### 叱咤樂壇全港電台播放率最高生力軍男歌手
- 金獎：王　傑
  - 上榜歌曲：可能、還有、故事的角色、一無所有、幾分傷心幾分痴、深深的創傷、為何分離、人在風雨中、誰明浪子心
    - 演繹歌曲：誰明浪子心
- 銀獎：蘇永康
  - 上榜歌曲：失眠、原諒我嗎、Never Too Late、擁抱吧
- 銅獎：陳德彰
  - 上榜歌曲：披肩、知得太多、此情可待、孤單競賽、那是我眼淚、午夜放送

### 叱咤樂壇全港電台播放率最高生力軍女歌手
- 金獎：關淑怡
  - 上榜歌曲：叛逆漢子、冬戀、難得有情人、星空下的戀人、纏綿不盡
    - 演繹歌曲：難得有情人
- 銀獎：蔡齡齡
  - 上榜歌曲：但願、妄想、遠方的路、明知故犯、兩顆心對話
- 銅獎：王靖雯
  - 上榜歌曲：無奈那天、未平復的心
    - 演繹歌曲：無奈那天

### 叱咤樂壇全港電台播放率最高生力軍組合
- 金獎：Echo
  - 上榜歌曲：戰場、想念、第四者、隨時隨地
- 銀獎：浮世繪
  - 上榜歌曲：月滿繁星夜、Tell Me More
- 銅獎：風之Group
  - 上榜歌曲：我這樣過了一天、迷城少女心

### 叱咤樂壇全港電台播放率最高作曲家CASH大獎
- 倫永亮

### 叱咤樂壇全港電台播放率最高填詞人CASH大獎
- 林振強

### 叱咤樂壇全港電台播放率最高唱片監製大獎
- 倫永亮

### 叱咤樂壇全港電台播放率最高大碟IFPI大獎
- 《側面》張國榮
  - 上榜歌曲：別話、由零開始、偏心、暴風一族、側面

### 叱咤樂壇我最喜愛的歌曲大獎
- 《千千闋歌》陳慧嫻
  - 得票: 2715票

### 全港電台播放率最高叱咤樂壇至尊歌曲大獎
- 《憑著愛》蘇芮

## 參看
- 叱咤樂壇流行榜